# Auferstehungskirche (Emskirchen)

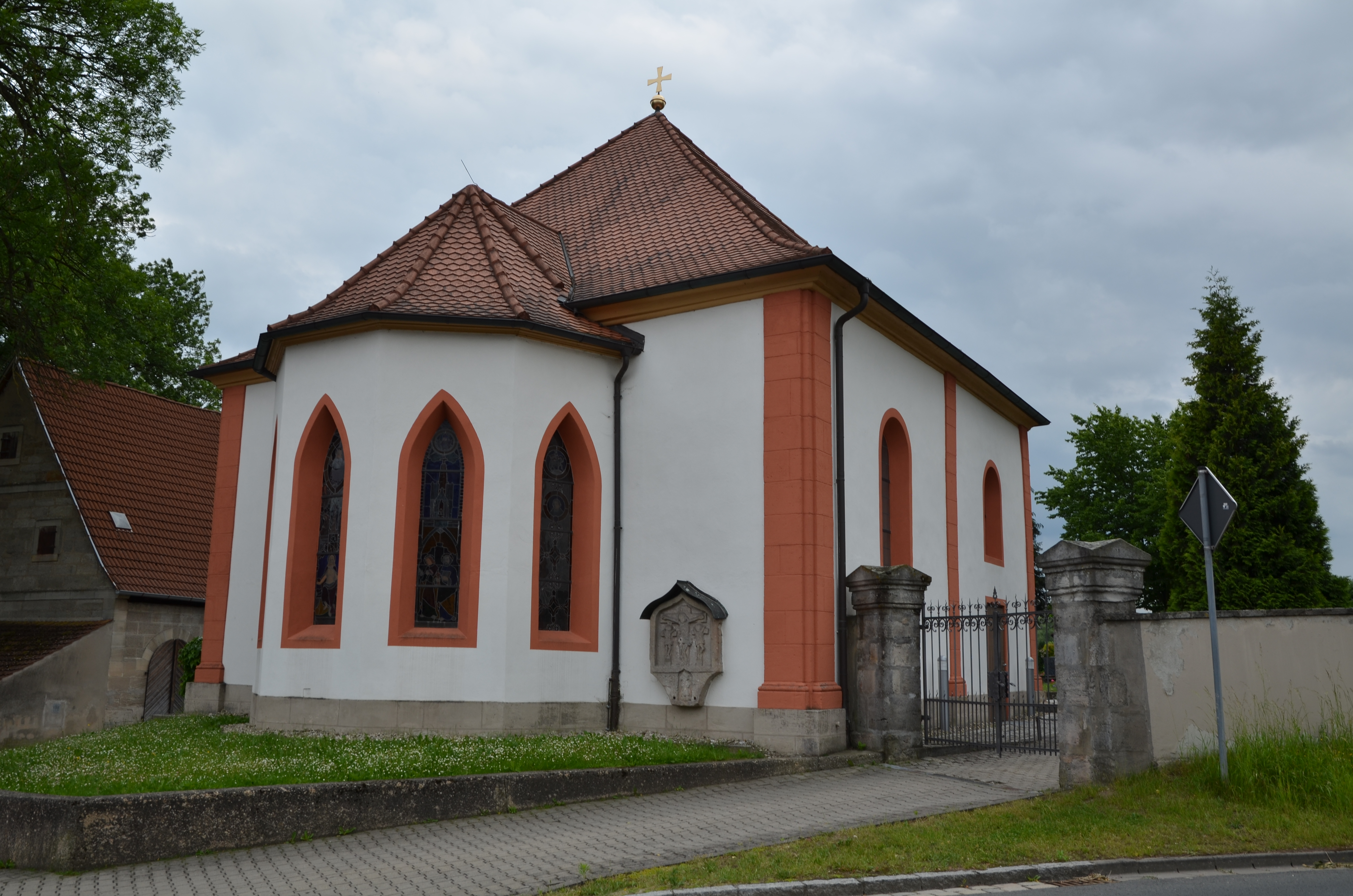
Emskirchen, Auferstehungskirche

Die evangelische Auferstehungskirche ist ein denkmalgeschütztes Kirchengebäude, das auf dem Kirchfriedhof in Emskirchen steht, einem Markt im Landkreis Neustadt an der Aisch-Bad Windsheim (Mittelfranken, Bayern). Das Bauwerk ist unter der Denkmalnummer D-5-75-121-2 als Baudenkmal in der Bayerischen Denkmalliste eingetragen. Sie wird als Friedhofskirche genutzt.

## Geschichte und Architektur
Die Kirche wurde 1705/1706 als Sakralbau der reformierten Gemeinde erbaut. Seit 1823 ist sie im Besitz der Kirchengemeinde Emskirchen, die zum Dekanat Neustadt an der Aisch im Kirchenkreis Nürnberg der Evangelisch-Lutherischen Kirche in Bayern gehört.
Zwischen 1946 und 1958 konnten heimatvertriebene Katholiken, die in Emskirchen noch keine Kirche hatten, sie als Gottesdienststätte nutzen.

## Architektur
Die mit einem Pyramidendach bedeckte Saalkirche auf quadratischem Grundriss ist mit Lisenen an den Ecken und zwischen den Fenstern gegliedert. 1866 wurde nach Nordosten ein stark eingezogener, vierseitiger Chor angefügt. Der Innenraum ist mit umlaufenden Emporen ausgestattet. Zur Kirchenausstattung gehört der Teil eines Bildstocks.